# Anisopleura zhengi
Anisopleura zhengi är en trollsländeart som beskrevs av Yang 1996. Anisopleura zhengi ingår i släktet Anisopleura och familjen Euphaeidae. IUCN kategoriserar arten globalt som otillräckligt studerad. Inga underarter finns listade i Catalogue of Life.